# Alsdorf (Altenkirchen)
Alsdorf é um município da Alemanha localizada no distrito de Altenkirchen, na associação municipal de Verbandsgemeinde Betzdorf, no estado da Renânia-Palatinado.

## População
| - 1815 – 358 - 1835 – 417 - 1871 – 484 - 1905 – 764 - 1939 – 1.134 - 1950 – 1.318 | - 1961 – 1.551 - 1965 – 1.658 - 1970 – 1.640 - 1975 – 1.799 - 1980 – 1.834 - 1985 – 1.851 | - 1987 – 1.742 - 1990 – 1.799 - 1995 – 1.891 - 2000 – 1.871 - 2005 – 1.796 |

## Política
|      | SPD | CDU | Total       |
| 2009 | 7   | 9   | 16 Cadeiras |
| 2004 | 5   | 11  | 16 Cadeiras |